# 费格斯·奥康纳

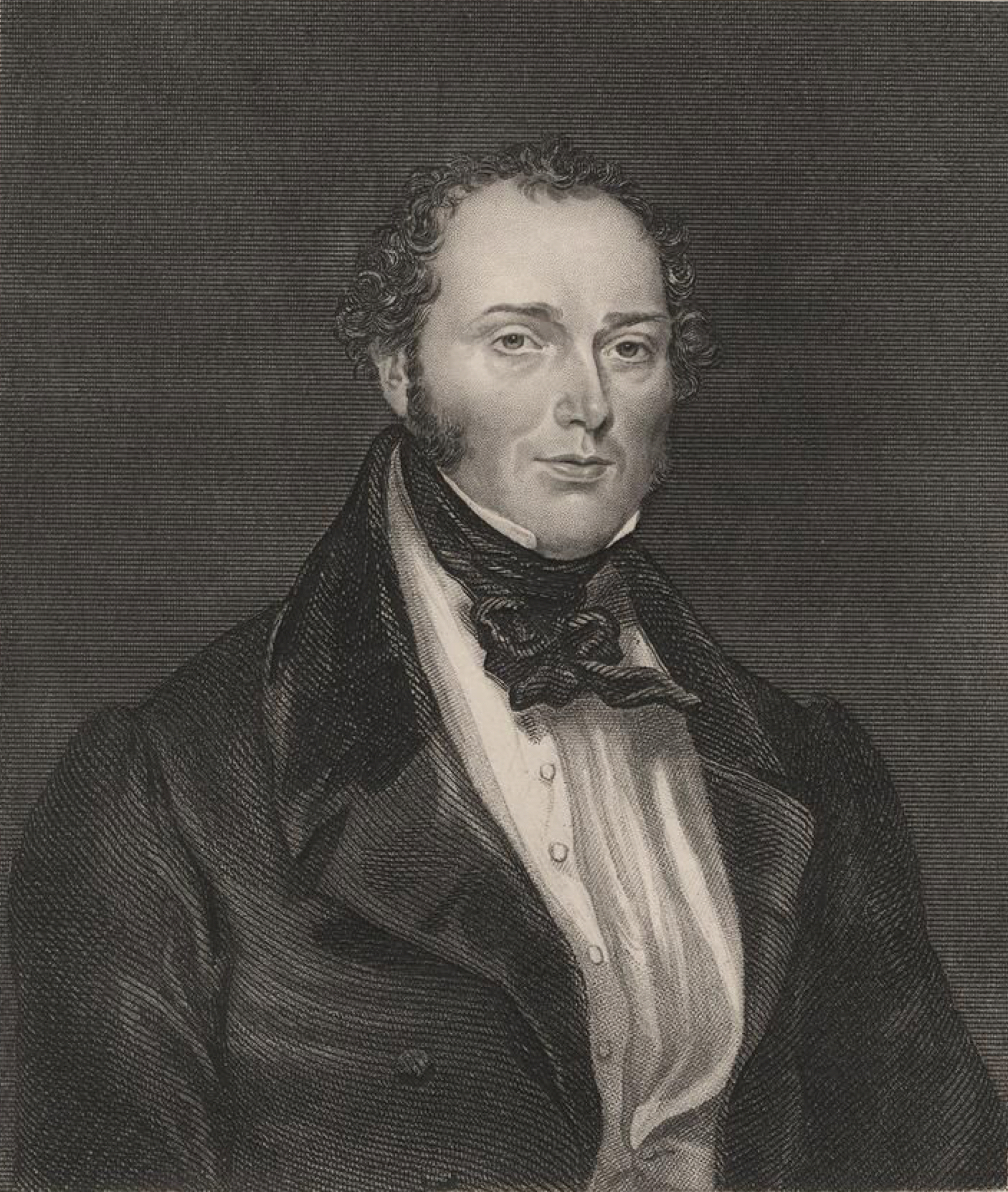
费格斯·奥康纳

费格斯·奥康纳（Feargus Edward O'Connor，1796年7月18日—1855年8月30日）是一位來自爱尔兰的宪章运动领袖。
费格斯·奥康纳生于爱尔兰的新教地主家庭，家中比較富裕。他的父亲和叔父都是爱尔兰民族主义者。费格斯·奥康纳在都柏林大学三一学院攻读法律，不過获得学位，但获得了在爱尔兰担任律师的资格。他在擔任律师时宣布对英國君主效忠，結果被剥夺家族財產继承权。1832年当选英国下议院（科克郡選區）議員。1835年再次当选議員，但因财产数量未達到議員個人財產最低限額而無法擔任議員。
1837年11月18日，费格斯·奥康纳在利兹创办《北极星报》。费格斯·奥康纳主张暴力革命，主张工人阶级要努力争取政治权利。1847年再度當選當選英国下议院（諾丁漢選區）議員。1852年，费格斯·奥康纳在下议院攻擊三名國會議員，隨即费格斯·奥康纳被逮捕。最終费格斯·奥康纳在伦敦的一间精神病人收容所去世。